# فرانك تريج
ديوي فرانكلين تريج الثالث (بالإنجليزية: Dewey Franklin Trigg III؛ مواليد 7 مايو 1972) هو مقاتل فنون قتالية مختلطة ومصارع محترف معتزل ومعلق خبير وحكم فنون القتال المختلطة ومضيف تلفزيوني. تريج هو أحد المخضرمين في يو إف سي، واتحاد القتال الشجاع، ورامبل أون ذا روك، وأيقونة رياضية - (بطل أيقونة رياضية للوزن المتوسط)، والجمعية البريطانية لفنون القتال المختلطة، وتحالف القتال العالمي، وقد ظهر في المصارعة المحترفة في إمباكت ريسلينغ.

## سجل فنون القتال المختلطة
| السجل المهني |        |         |
| 30 نزال      | 21 فوز | 9 خسارة |
| ضربة قاضية   | 12     | 4       |
| إخضاع        | 4      | 4       |
| قرار القضاة  | 5      | 1       |

## وصلات خارجية
- فرانك تريج على موقع يو إف سي (الإنجليزية)
- فرانك تريج على موقع شيردوغ (الإنجليزية)
- فرانك تريج على موقع Tapology.com (الإنجليزية)
- فرانك تريج على موقع CageMatch worker (الإنجليزية)
- فرانك تريج على موقع IMDb (الإنجليزية)